# Phyllanthus pronyensis
Phyllanthus pronyensis är en emblikaväxtart som beskrevs av André Guillaumin. Phyllanthus pronyensis ingår i släktet Phyllanthus och familjen emblikaväxter. Inga underarter finns listade i Catalogue of Life.